# Charles De Block
Charles De Block (27 september 1935, Gent - 6 november 2007, Waarschoot) was een Belgische politicus voor CD&V en burgemeester van Waarschoot.

## Biografie
De Block werd in Waarschoot actief in de gemeentepolitiek bij de CVP. In 1965 werd hij verkozen als gemeenteraadslid. Na het overlijden van schepen Leopold De Vuyst, volgde hij hem op 7 februari 1969 op als schepen. De Block bleef ook na de volgden verkiezingen telkens schepen, tot de gemeenteraadsverkiezingen van 1988. Na die verkiezingen werd een nieuwe meerderheid gevormd door de PVV en WGB met PVV'er Antoine Van Hulle als nieuwe burgemeester, waardoor de CVP in de oppositie belandde en De Block zijn schepenmandaat verloor.
Bij de verkiezingen van 1994 was hij lijsttrekker voor de CVP. De CVP kwam weer in de meerderheid en De Block werd burgemeester. Bij de verkiezingen van 2000 werd hij herverkozen. Na een jaar in zijn nieuwe bestuursperiode stopte hij in het voorjaar van 2002 op 66-jarige leeftijd als burgemeester en gaf zijn burgemeesterschap door aan partijgenoot Ghislain Lippens.
Uit een eerste huwelijk kreeg De Block vijf kinderen. Na het overlijden van zijn vrouw, hertrouwde hij in 1982 met Nicole De Vos, zus van zanger Luc De Vos, en kreeg hij nog een kind. De Block overleed in november 2007 op 72-jarige leeftijd na een hartaderbreuk. Zijn weduwe zou een paar jaar later nog schepen worden.